# Kronprinzenpokal
Als Kronprinzenpokal (auch Kronprinzpokal) werden einzelne Sportwettbewerbe aus verschiedenen Sportarten bezeichnet. Zu den bekanntesten gehören Bobfahren (seit 1907) und Fußball (seit 1908). Der Kronprinzenpokal im Fußball war der erste deutsche Pokalwettbewerb des DFB, den die damaligen Regionalverbände austrugen. Nach der Abschaffung der Monarchie in Deutschland, infolge des Ersten Weltkriegs, wurde der Kronprinzenpokal 1919 in Bundespokal umbenannt.

## Etymologie
Mit Kronprinz ist meist der letzte deutsche Kronprinz, Wilhelm von Preußen bezeichnet. Er war ein sportbegeisterter Mensch, der auch selbst zeitweise Bob fuhr und Fußball spielte.

## Fußball

Gewinner des ersten Kronprinzenpokals 1908/09 war Mitteldeutschland

Seit der Saison 1908/09 gibt es einen Wettbewerb für Repräsentativspiele der Verbandsauswahlmannschaften. Er war der erste deutsche Fußball-Pokalwettbewerb überhaupt, da der Tschammer-Pokal erst 1935 eingeführt wurde. Vom 19. bis 23. August 1915 wurde ein Turnier für Soldatenmannschaften ausgespielt. 1915/16 wurde dieses Turnier nicht ausgetragen und ab 1916/17 wieder der ursprüngliche Modus der Verbandsauswahl durchgeführt (somit früher als die deutsche Meisterschaft). Nach dem Ende der Monarchie wurde der Kronprinzenpokal 1919 während des laufenden Wettbewerbes in Bundespokal umbenannt.
Eingesetzt werden durften – anders als in Freundschaftsspielen oder im Vereinsfußball – nur reichsdeutsche Spieler, also keine ausländischen. Diese Ausführungsbestimmung des Kronprinzenpokals wurde auch nach 1919 beibehalten.

### Trophäe
Der Pokal wurde auf dem Bundestag des DFB am 1. und 2. Februar 1908 vom Kronprinzen Wilhelm gestiftet. Er ist silbern und hat zwei überlange Henkel. Oben am Rand stehen die Bereiche (Verbände) namentlich und in römischen Zahlen nummeriert. Darunter, getrennt durch Linien, steht: Seine Kaiserliche und Königliche Hoheit Wilhelm, Kronprinz des Deutschen Reiches und von Preußen (dies steht in Frakturschrift geschrieben) stiftete im Jahre 1908 diesen Pokal als Wanderpreis für Fußball-Wettspiele zwischen den repräsentativen Mannschaften der Landesverbände des Deutschen Fußball-Bundes (in Druckschrift).

### Teilnehmende Verbände
Am Kronprinzenpokal haben folgende Regionalverbände des Deutschen Fußball-Bunds teilgenommen:
- Verband Süddeutscher Fußball-Vereine, ab 1914 Süddeutscher Fußball-Verband
- Verband Mitteldeutscher Ballspiel-Vereine
- Norddeutscher Fußball-Verband
- Südostdeutscher Fußball-Verband
- Westdeutscher Spiel-Verband
- Baltischer Rasensport-Verband, ab 1910 Baltischer Rasen- und Wintersport-Verband
- Verband Berliner Ballspielvereine
- Märkischer Fußball-Bund

Die beiden letztgenannten Verbände fusionierten 1911 zum Verband Brandenburgischer Ballspielvereine.

### Endspiele und Sieger
- 1909 Mitteldeutschland – Berlin 3:1, 19. April 1909 Berlin-Mariendorf, Viktoria-Platz
- 1910 Süddeutschland – Berlin 6:5, 10. April 1910 Berlin-Mariendorf, Viktoria-Platz
- 1911 Norddeutschland – Süddeutschland 4:2, 25. Mai 1911 Berlin-Mariendorf, Viktoria-Platz
- 1912 Süddeutschland – Brandenburg 6:5, 18. Februar 1912 Berlin-Mariendorf, Union 92-Platz
- 1913  Westdeutschland – Brandenburg 5:3, 8. Juni 1913 Berlin-Grunewald, Deutsches Stadion
- 1914  Norddeutschland – Mitteldeutschland 2:1, 22. Februar 1914 Berlin-Grunewald, Deutsches Stadion
- 1915 & 1916 nicht ausgetragen
- 1917  Norddeutschland – Süddeutschland 2:1, 8. April 1917 Berlin-Gesundbrunnen, Schebera-Platz
- 1918  Brandenburg – Norddeutschland 3:1, 19. Mai 1918 Berlin-Mariendorf, Viktoria-Platz

Für die Endspiele und Sieger nach 1918 siehe Bundespokal.

### Soldatenmannschaft
Kriegsbedingt wurde 1915 einmalig ein Kronprinzenpokal für Soldatenmannschaften ausgespielt. Sieger wurde die Mannschaft des Bayern Armeekorps. Das Turnier fand vom 19. bis 23. August 1915 in Magdeburg statt, das Finale wurde auf dem Viktoria-Platz ausgetragen. Einsätze und Tore der Spieler sind nicht bekannt.
Tor: Lutz (1. FC Nürnberg) – Abwehr: Vogel (Berliner TuFC Viktoria 1889), Zargus (BFC Hertha 1892) – Mittelfeld: Knoll (1. FC Nürnberg), Schmidt (SpVgg. Fürth), Sternicke (SpVgg Fürth) – Sturm: Diepold (1. FC Nürnberg), Habel (MTV Fürth), Kneffle (SpVgg Fürth), Richter (VfB Nürnberg), Träg (1. FC Nürnberg). Ersatzspieler: Dutschke (F.A. Bayern im Münchner SC).